# Flexión litosférica

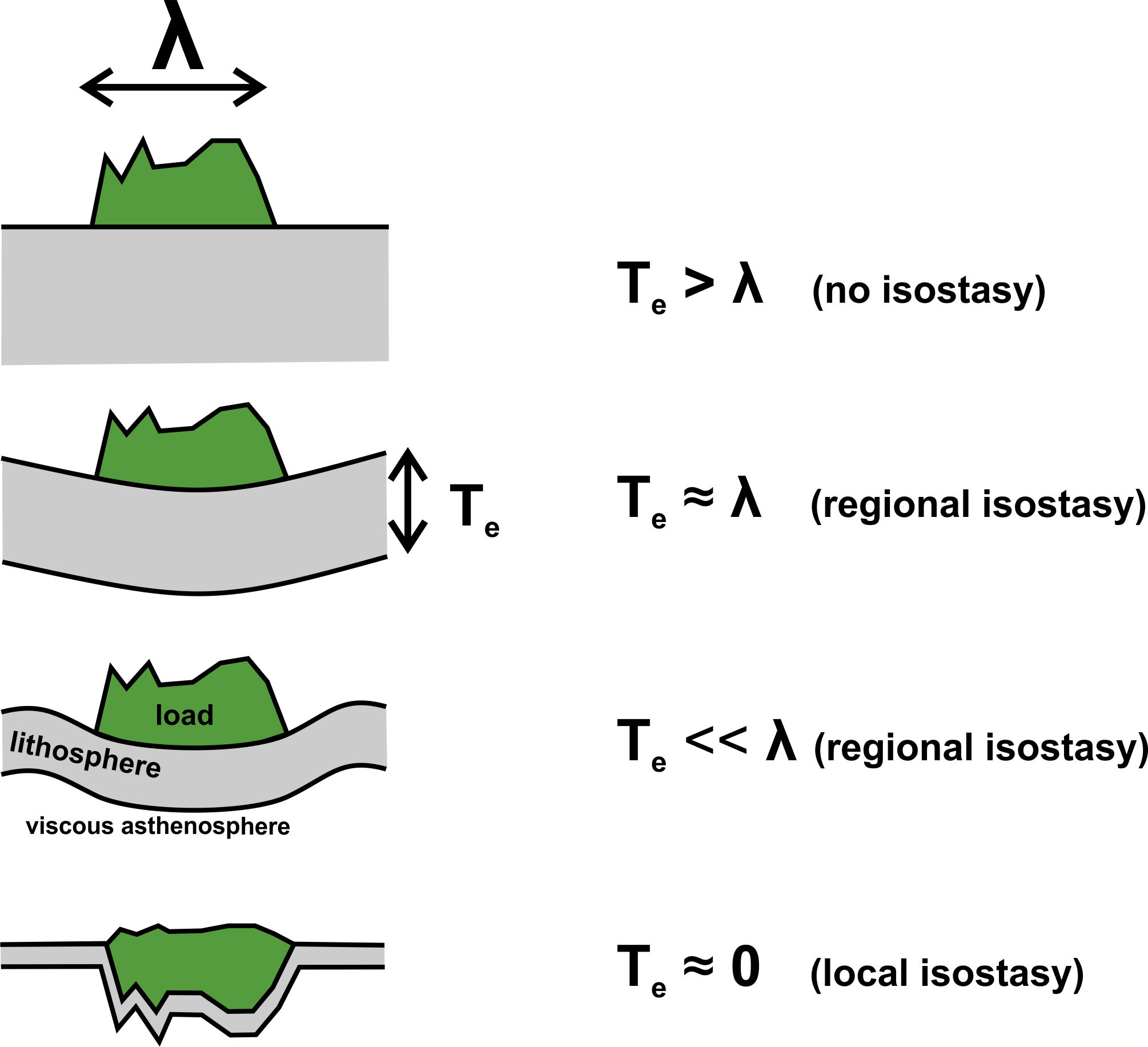
Ilustración del movimiento isostático vertical de la litosfera (gris) provocado por una carga vertical (verde)

La flexión litosférica (también llamada isostasia regional) es el proceso por el cual la litosfera (capa más externa resistente de la Tierra) se curva bajo la acción de fuerzas como el peso de un orógeno o las (des)glaciaciones. La litosfera es una lámina con cierta rigidez que descansa sobre una capa terrestre que en escalas de tiempo geológicas se comporta como un fluido viscoso (astenosfera) y tiende a alcanzar el equilibrio isostático. Bajo fuerzas externas (particularmente las verticales, como la carga producida por el apilamiento tectónico de un orógeno), la litosfera se dobla o flexiona sobre la astenosfera como si se tratara de una 'placa delgada'. El proceso sirve para medir el espesor elástico de la litosfera, que está relacionado con la rigidez de la capa externa de la Tierra.
Los cálculos de flexión litosférica suelen realizarse siguiendo la formulación de curva elástica usada para la deformación de vigas (flexión de Euler-Bernoulli), o alternativamente la teoría de placas (ecuación de Lagrange, flexión de Love-Kirchhoff).